# Kirstin Normand
Kirstin Normand (North York, 10 de junio de 1974) es una deportista canadiense que compitió en natación sincronizada. Participó en los Juegos Olímpicos de Sídney 2000, obteniendo una medalla de bronce en la prueba de equipo.

## Palmarés internacional
| Juegos Olímpicos | Juegos Olímpicos | Juegos Olímpicos  | Juegos Olímpicos |
| Año              | Lugar            | Medalla           | Prueba           |
| ---------------- | ---------------- | ----------------- | ---------------- |
| 2000             | Sídney (Japón)   | Medalla de bronce | Equipo           |